# Francesco Bruni (jurisconsulte)
Pour les articles homonymes, voir Francesco Bruni (homonymie) et Bruni.
Francesco Bruni, ou dal Bruno, connu également sous son nom latin Franciscus Brunus, (1re moitié du XVe siècle-1510), est jurisconsulte à Sienne. Il est principalement connu pour son traité De indiciis et tortura.

## Biographie
Issu d'une famille noble de San Severino dans les Marches, il étudie le droit à l'université de Pérouse entre 1450 et 1464, où il est l'élève de Giovanni Montesperelli et de Baldo Bartolini (it) et obtient son doctorat in utroque jure. Podestat de Macerata en 1483, il est en poste à Sienne comme juge civil en 1493-1494. 
Il rédige, sans doute en 1493, son traité de pratique criminelle De indiciis et tortura, consacré à la recherche de preuves et à l'emploi de la torture dans la procédure judiciaire, qu'il publie à Sienne en 1495. L'ouvrage, fréquemment cité par les juristes, est réédité plusieurs fois et connaît une certaine notoriété tout au long des XVIe et XVIIe siècles. 

## Œuvres
- (la) De indiciis et tortura, Sienne, Henricus de Harlem, 1495 (lire en ligne). Réédité à Pavie, Leonardo Gerla, vers 1497[1].